# Heilles
Heilles est une commune française située dans le département de l'Oise, en région Hauts-de-France.
Ses habitants sont appelés les Heillois et les Heilloises.

## Géographie

### Localisation
Heilles est un gros village picard du Pays de Thelle de la vallée du Thérain, situé à 62 kilomètres au sud d'Amiens, à 17 kilomètres à l'est de Beauvais, à 42 kilomètres à l'ouest de Compiègne et à 53 kilomètres au nord de Paris.
En 1835, Louis Graves indiquait que « le territoire s'avance dans la vallée jusqu'au bord du Thérain et s'étend vers le midi sur le plateau de Mouchy-le-Châtel ; les lieux habités sont situés sur la pente boisée de ce plateau ; un ravin sépare, le territoire de celui de Mouy; un autre ravin descendant de Mouchy occupe la région occidentale ; c'est dans ce dernier que le chef-lieu, formé de plusieurs rues, est bâti ; il comprend quatre-vingt maisons ».

### Communes limitrophes
Les communes limitrophes sont  Hermes, Hondainville, Mouchy-le-Châtel, Mouy et Saint-Félix.
| Hermes           | Saint-Félix |              |
|                  | Heilles     | Hondainville |
| Mouchy-le-Châtel |             | Mouy         |

### Géologie et relief
La commune s'étend entre 41 mètres sur les bords du Thérain et 123 mètres d'altitude à la limite sud du territoire. Son étendue s'étire du fond de la vallée Thérain jusqu'au plateau de Thelle, au sud. Le val Saint-Jean, formant la limite avec Mouy naît sur ce plateau pour rejoindre la vallée du Thérain.
L'église paroissiale et la mairie se situent à 50 mètres d'altitude, le hameau de Mouchy-la-Ville à 45 mètres d'altitude et la chapelle et la conciergerie du domaine du château de Mouchy se trouvent à 55 mètres d'altitude. La gare d'Heilles - Mouchy se situe à 44 mètres d'altitude.

### Hydrographie

#### Réseau hydrographique
La commune est située dans le bassin Seine-Normandie. Elle est drainée par le Thérain, le cours d'eau 01 des Polardes,,.
La commune se trouve sur la rive droite du Thérain, cours d'eau naissant à Grumesnil et se jetant dans l'Oise à Saint-Leu-d'Esserent : c'est donc un sous-affluent de la Seine,. Son lit, géré par le syndicat des intercommunalités de la vallée du Thérain, constitue une courte partie de la limite nord du territoire communal.
Le ruisseau Saint-Jean, prenant sa source dans la vallée du même nom, coule à proximité du hameau de Mouchy-la-Ville pour rejoindre Mouy. Quelques ruisseaux intermittents débutent au lavoir, rue de la Croix-du-chêne pour rejoindre le fond de la vallée du Thérain. L'ancien bassin du domaine du château de Morainval existe toujours, au fond de la vallée du Thérain. Une mare située dans la même zone se trouve près des lieux-dits « le Grand Cochon » et « les Garennes ». Deux petits bassins se trouvent au nord du village.
L'ensemble des cours d'eau représente 2 hectares auxquels il faut ajouter un hectare de zones marécageuses  dans la vallée du Thérain, près de la ligne de Creil à Beauvais.

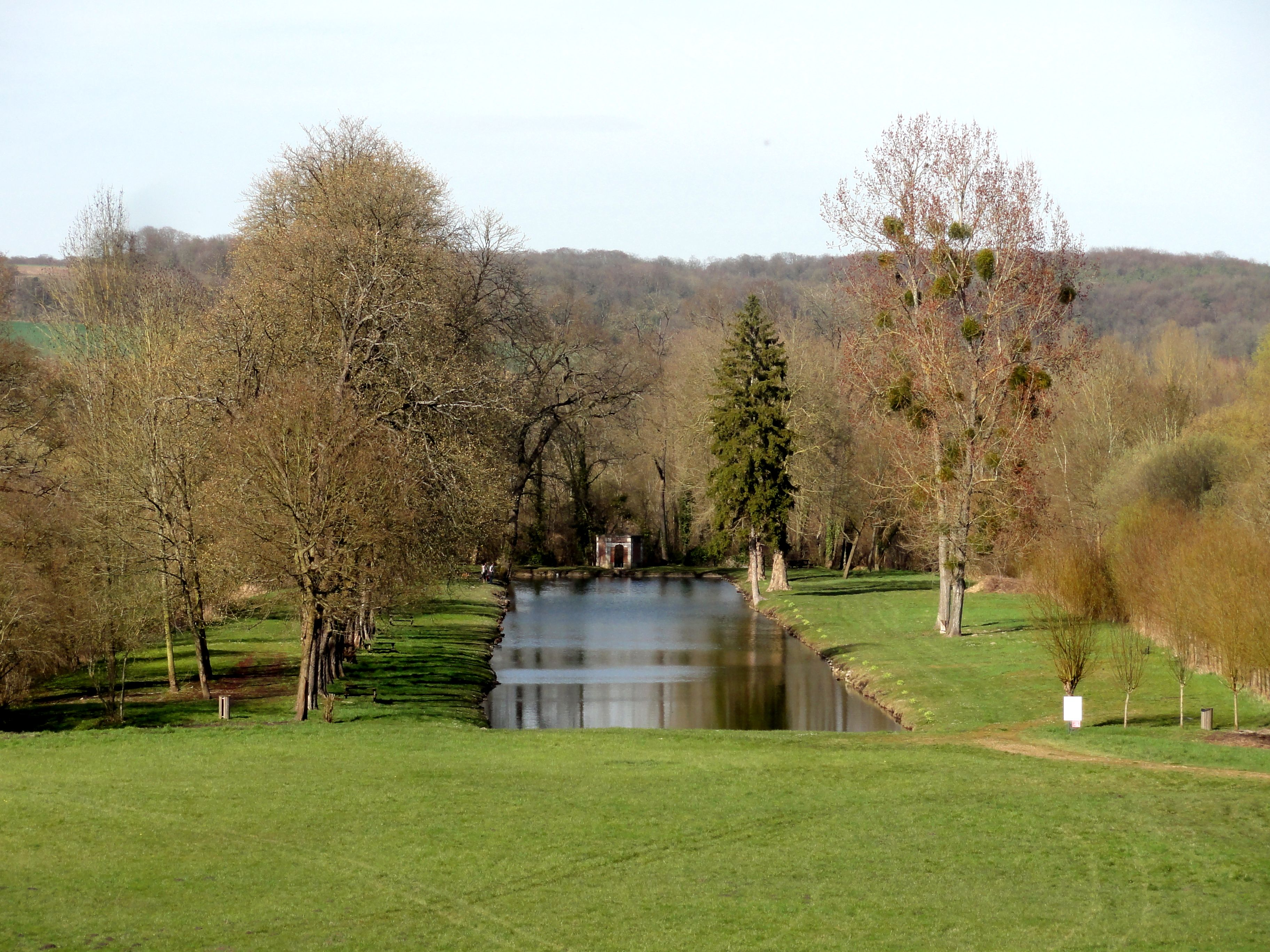
Bassin du château de Morainval.
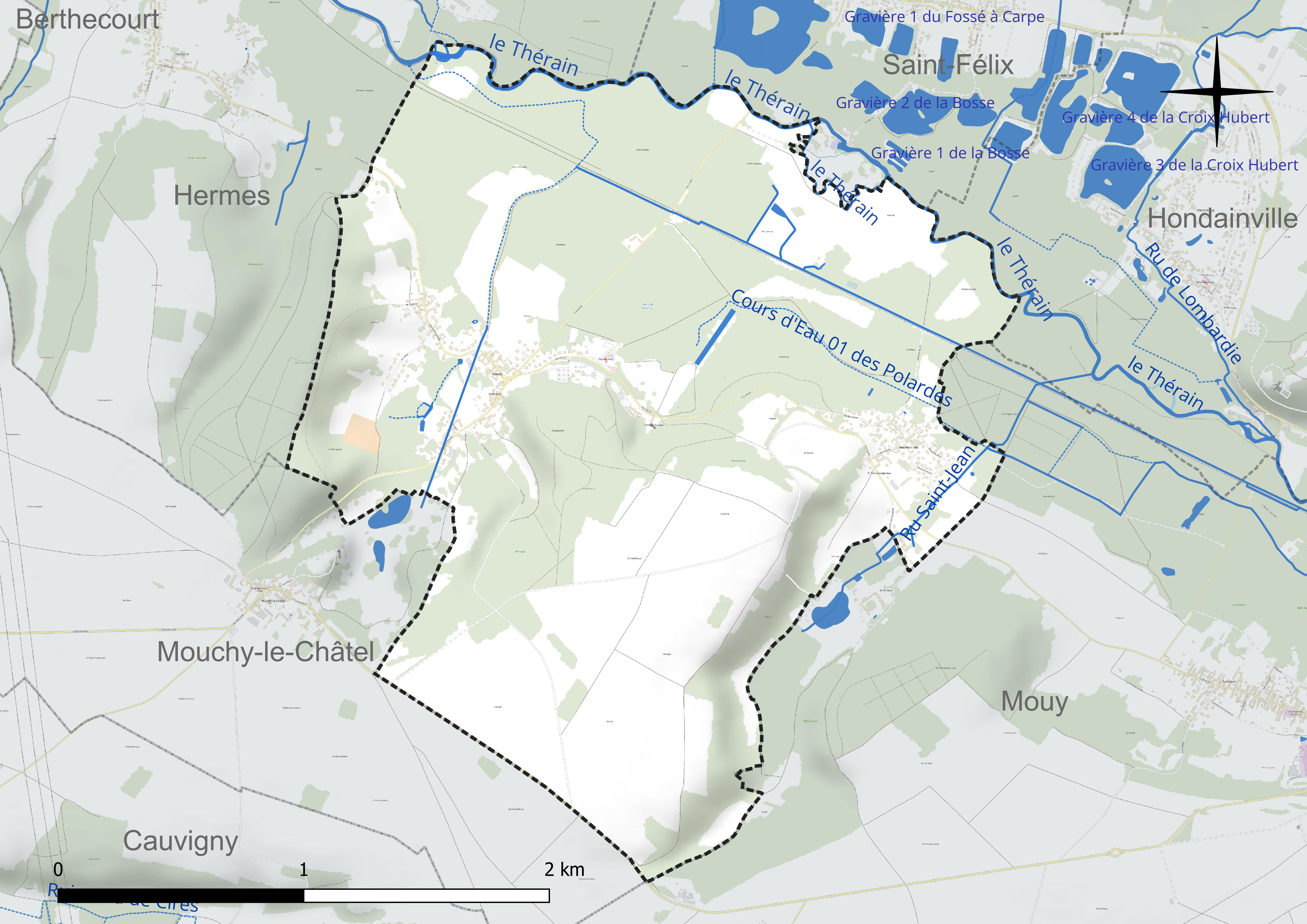
Réseau hydrographique de Heilles.

#### Gestion et qualité des eaux
Le territoire communal est couvert par le schéma d'aménagement et de gestion des eaux (SAGE) « Sensée ». Ce document de planification concerne un territoire de 1 219 km2 de superficie, délimité par le bassin versant du Thérain. Le périmètre a été arrêté le 27 janvier 2023 et le SAGE proprement dit est, en 2024, en cours d'élaboration. La structure porteuse de l'élaboration et de la mise en œuvre est le syndicat intercommunal de la Vallée du Thérain (SIVT).
La qualité des cours d'eau peut être consultée sur un site dédié géré par les agences de l'eau et l'Agence française pour la biodiversité.

### Climat
Pour des articles plus généraux, voir Climat des Hauts-de-France et Climat de l'Oise.
En 2010, le climat de la commune est de type climat océanique dégradé des plaines du Centre et du Nord, selon une étude du CNRS s'appuyant sur une série de données couvrant la période 1971-2000. En 2020, Météo-France publie une typologie des climats de la France métropolitaine dans laquelle la commune est exposée à un climat océanique et est dans la région climatique Nord-est du bassin Parisien, caractérisée par un ensoleillement médiocre, une pluviométrie moyenne régulièrement répartie au cours de l'année et un hiver froid (3 °C).
Pour la période 1971-2000, la température annuelle moyenne est de 10,8 °C, avec une amplitude thermique annuelle de 14,4 °C. Le cumul annuel moyen de précipitations est de 710 mm, avec 9,8 jours de précipitations en janvier et 8,2 jours en juillet. Pour la période 1991-2020, la température moyenne annuelle observée sur la station météorologique la plus proche, située sur la commune de Creil à 18 km à vol d'oiseau, est de 11,2 °C et le cumul annuel moyen de précipitations est de 662,2 mm,. Pour l'avenir, les paramètres climatiques de la commune estimés pour 2050 selon différents scénarios d'émission de gaz à effet de serre sont consultables sur un site dédié publié par Météo-France en novembre 2022.

### Milieux naturels et biodiversité
Hormis les espaces bâtis établis sur 6 % de la surface communale (36 hectares), le territoire est composé à 55,2 % d'espaces boisés sur près de 333 hectares qui s'étendent dans le fond de la vallée du Thérain jusqu'aux coteaux du plateau du pays de Thelle comme les bois Logis et de Carny. Le terroir compte également 24,3 % de cultures sur près de 147 hectares ainsi que 13,3 % de vergers et prairies sur 80 hectares. Les délaissés urbains et ruraux représentent 3.5 hectares,. La vallée du Thérain, les marais d'Heilles et de Mouchy ainsi que les coteaux du plateau de Thelle constituent plusieurs corridors écologiques potentiels.

## Urbanisme

### Typologie
Au 1er janvier 2024, Heilles est catégorisée commune rurale à habitat dispersé, selon la nouvelle grille communale de densité à sept niveaux définie par l'Insee en 2022.
Elle est située hors unité urbaine. Par ailleurs la commune fait partie de l'aire d'attraction de Paris, dont elle est une commune de la couronne,.

### Occupation des sols

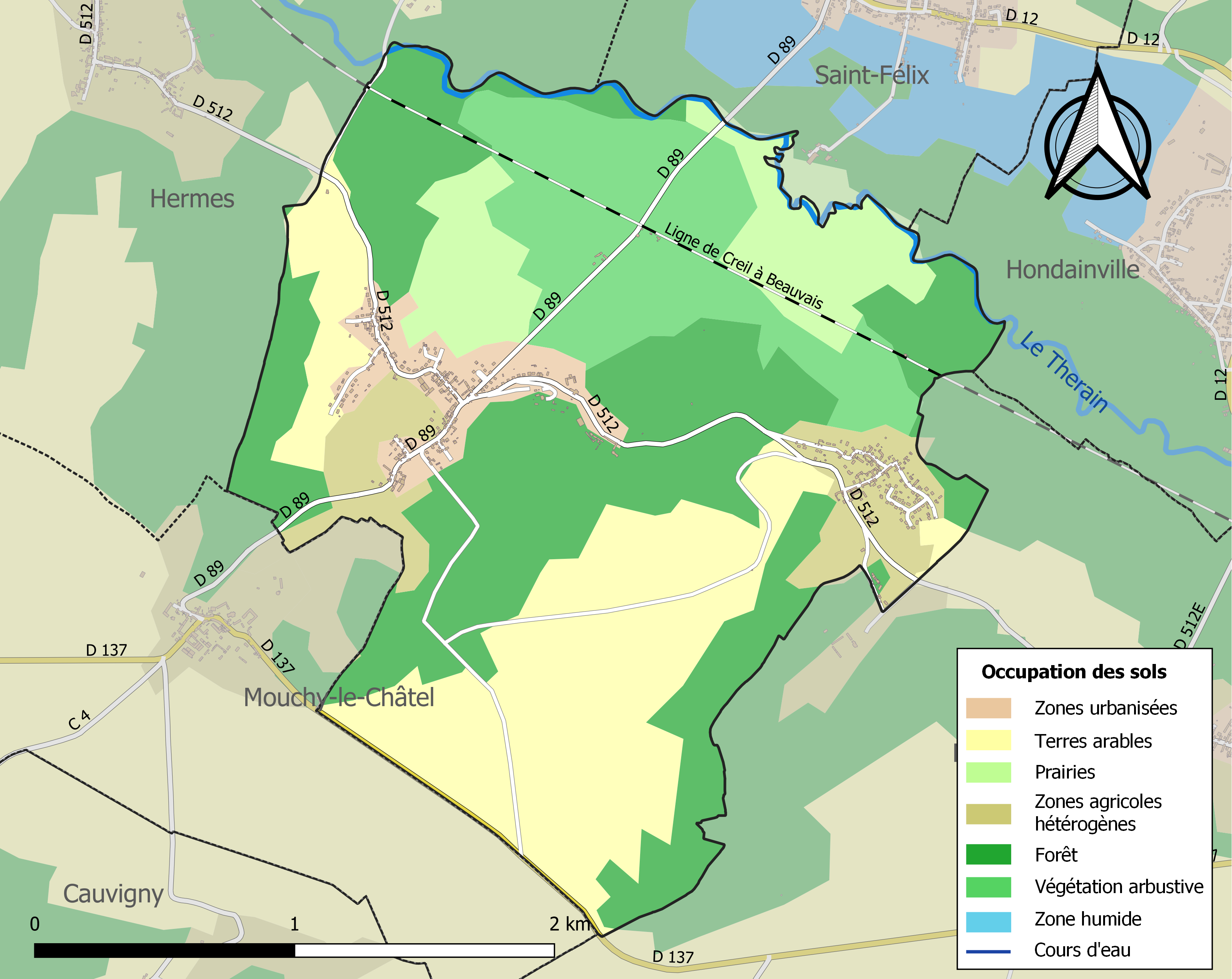
Carte des infrastructures et de l'occupation des sols de la commune en 2018 (CLC).

L'occupation des sols de la commune, telle qu'elle ressort de la base de données européenne d'occupation biophysique des sols Corine Land Cover (CLC), est marquée par l'importance des forêts et milieux semi-naturels (51,5 % en 2018), une proportion sensiblement équivalente à celle de 1990 (52,3 %). La répartition détaillée en 2018 est la suivante : 
forêts (35,8 %), terres arables (26 %), milieux à végétation arbustive et/ou herbacée (15,8 %), prairies (9,6 %), zones agricoles hétérogènes (7,9 %), zones urbanisées (5 %). L'évolution de l'occupation des sols de la commune et de ses infrastructures peut être observée sur les différentes représentations cartographiques du territoire : la carte de Cassini (XVIIIe siècle), la carte d'état-major (1820-1866) et les cartes ou photos aériennes de l'IGN pour la période actuelle (1950 à aujourd'hui).

### Hameaux et lieux-dits
En dehors du chef-lieu, Mouchy-la-Ville est le seul hameau de la commune, à l'est. Le seul écart habité est constitué par des quelques habitations aux abords de la gare.

### Habitat et logement
En 2018, le nombre total de logements dans la commune était de 270, alors qu'il était de 261 en 2013 et de 250 en 2008.
Parmi ces logements, 88,1 % étaient des résidences principales, 6,3 % des résidences secondaires et 5,6 % des logements vacants. Ces logements étaient pour 98,1 % d'entre eux des maisons individuelles et pour 1,1 % des appartements.
Le tableau ci-dessous présente la typologie des logements à Heilles en 2018 en comparaison avec celle de l'Oise et de la France entière. Une caractéristique marquante du parc de logements est ainsi une proportion de résidences secondaires et logements occasionnels (6,3 %) supérieure à celle du département (2,5 %) mais inférieure à celle de la France entière (9,7 %). Concernant le statut d'occupation de ces logements, 92,9 % des habitants de la commune sont propriétaires de leur logement (91,3 % en 2013), contre 61,4 % pour l'Oise et 57,5 % pour la France entière.
| Typologie                                               | Heilles | Oise | France entière |
| ------------------------------------------------------- | ------- | ---- | -------------- |
| Résidences principales (en %)                           | 88,1    | 90,4 | 82,1           |
| Résidences secondaires et logements occasionnels (en %) | 6,3     | 2,5  | 9,7            |
| Logements vacants (en %)                                | 5,6     | 7,1  | 8,2            |

### Voies de communication et transports

#### Infrastructures routières

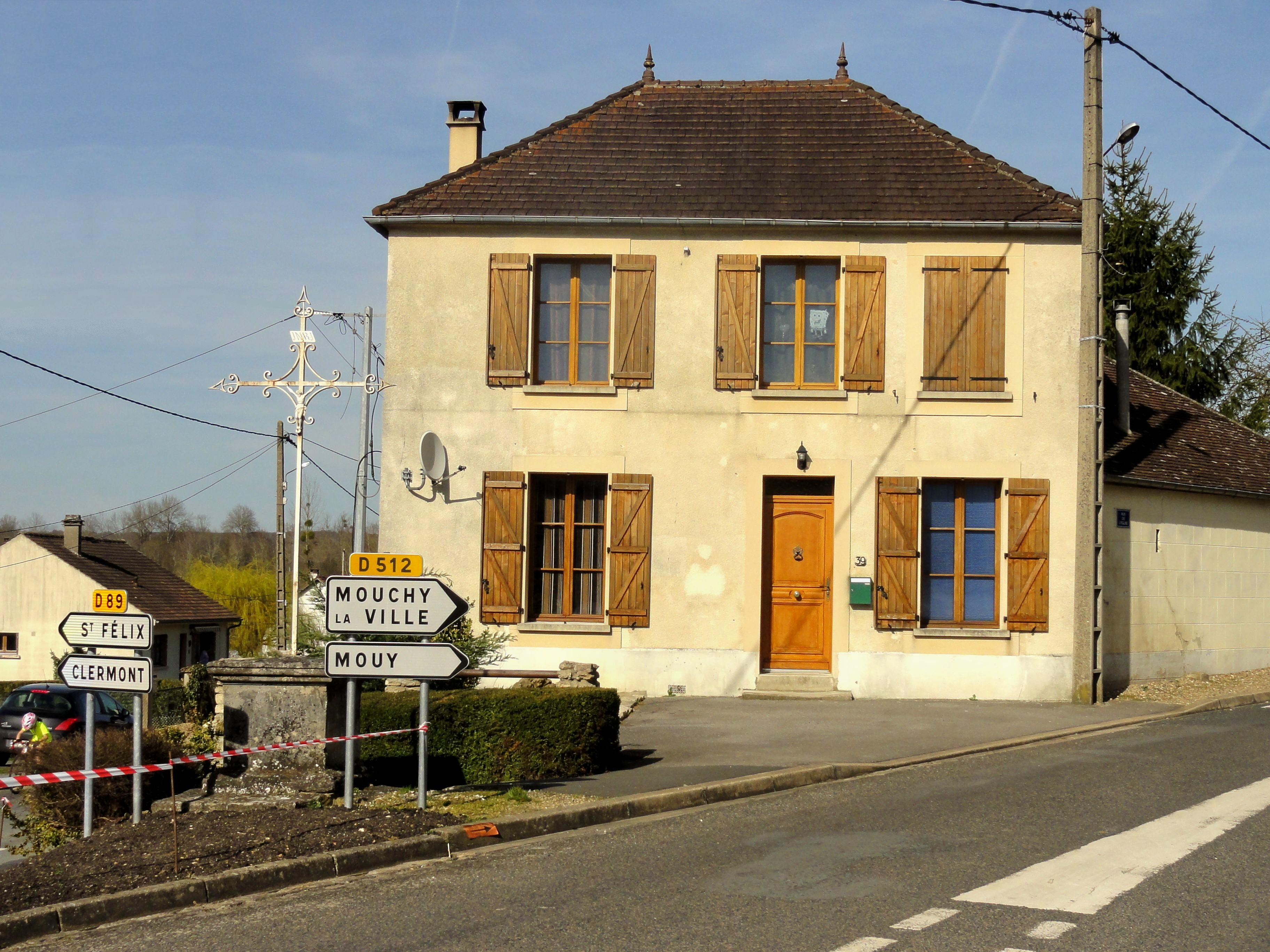
Carrefour entre les RD 89 et RD 512.

La commune est desservie par deux routes départementales, la RD 89 et la RD 512 : 
- La route départementale 89, de Mouchy-le-Châtel à Saint-Félix et de Hondainville à Ansacq, traverse le village par les rues Fortin-Hermann et de la gare avant de rejoindre la commune de Saint-Félix par le franchissement du Thérain.
- La route départementale 512, de Hermes à Mouy, traverse également le chef-lieu par la rue de la Croix-du-chêne, croise la D 89 et prend la rue de l'Église. Elle se dirige ensuite vers le hameau de Mouchy-la-Ville qu'elle traverse par la rue d'Heilles. Son itinéraire rejoint ensuite la commune de Mouy.

La route départementale 137 (de Noailles à Maimbeville par Mouy et Liancourt) constitue une partie de la limite communale sud. Quelques routes communales relient les différentes agglomérations comme entre la D 137 et le village, entre cette même route et Mouchy-la-Ville ainsi qu'entre ce hameau et la ferme Saint-Jean (commune de Mouy).

#### Transports en commun

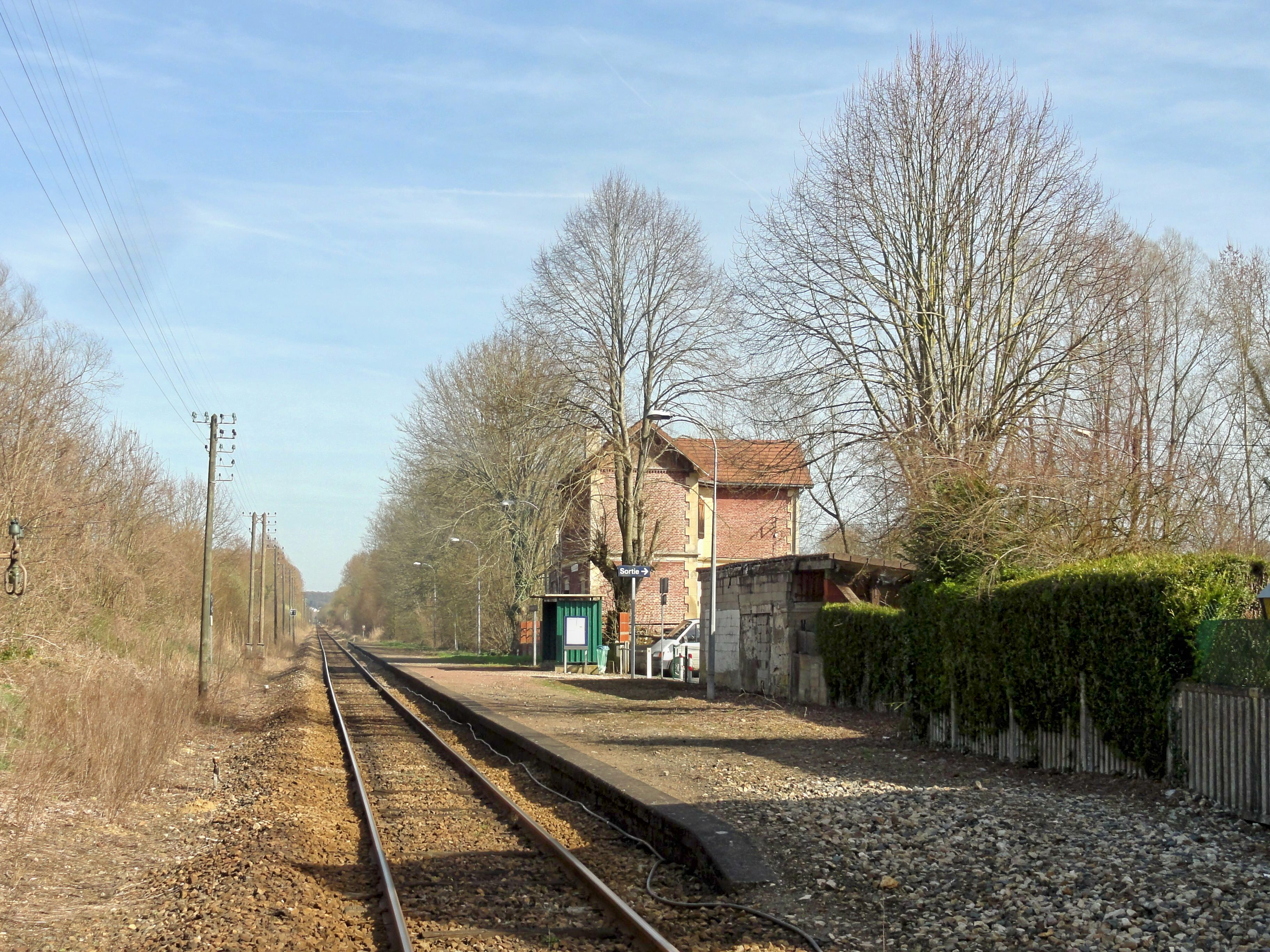
La gare d'Heilles - Mouchy.

La gare d'Heilles - Mouchy, située sur la ligne de Creil à Beauvais, est desservie par la ligne P32 du TER Hauts-de-France reliant Beauvais à Creil.
La commune est desservie, en 2023, par les lignes 6101 et 6143 du réseau interurbain de l'Oise. Une navette de regroupement pédagogique intercommunal (ligne 6646) dessert le village et Mouchy-la-Ville jusqu'à Berthecourt.
Les habitants peuvent bénéficier du réseau Pass'Thelle Bus, service de transport à la demande géré par la communauté de communes du pays de Thelle depuis la gare de Mouy - Bury.

### Milieux naturels et biodiversité
Une partie de la commune se situe en zone inondable. Les zones les plus basses du territoire se trouvent au-dessus de plusieurs nappes phréatiques.
La commune se situe en zone de sismicité 1.

## Toponymie
Le lieu s'est appelé Hilga vers 875, Helles en 1207 puis Heilles-sous-Mouchy en 1541.
Le nom Heilles est dérivé de Hilga  qui est un prénom féminin viking[réf. nécessaire].

## Histoire

### Ancien Régime

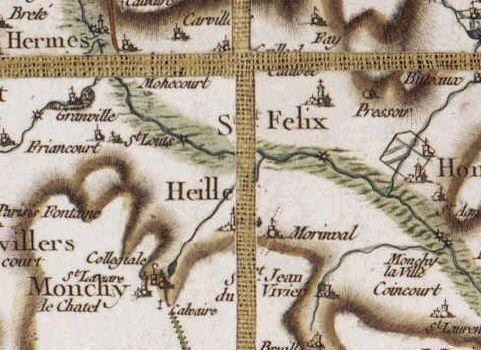
carte de Cassini du XVIIIe siècle.

La paroisse de Heilles était sous le patronage du chapitre de Saint-Michel de Beauvais, qui percevait un tiers des dîmes et celui de Mouchy les deux autres tiers, le curé ne recevant de ses paroissiens que « vingt-quatre mines de blé ; douze mines d'avoine, un cochon, une toison et un oison ».
Mouchy-le-Châtel était au Moyen Âge une baronnie importante de Picardie, dotée d'un château-fort. Au XIIe siècle, Dreux, seigneur du lieu, qui participe à la révolte du baron de Montmorency contre  le roi Louis VI, voit son château assiégé et détruit par le roi. Ultérieuremnt, la seigneurie est détenue par les maisons de
Trie et de Maricourt, puis dans celle de Noailles
Au XVIe siècle, le hameau de Mouchy-la-Ville comptait une église, et un moulin à eau était installé sur le Thérain. On notait également une féculerie et quelques boutonniers.
« Heilles, ancienne dépendance de la baronnie de Mouchy-le-Chatel , était compris dans la distribution des secours qui provenaient de l'établissement de charité fondé, en 1630, par
René de Méricourt, seigneur et baron de Mouchy-le-Châtel, pour toutes les paroisses de cette baronnie et qui étaient remis sur la liste des indigents qui était présentée par le bureau de Heilles à L'autorité particulière de Mouchy »

### Époque contemporaine
En 1835, on compte à Heilles un moulin à eau, un moulin à foulon , une féculerie, une fabriqua de boutons. Une grande partie de la population est occupée à le culture maraichère.
En 1857, la ligne de Creil à Beauvais est mise en service ainsi que la gare d'Heilles - Mouchy, facilitant les déplacements vers Beauvais, Creil et Paris et donnant un dynamisme à la vallée du Thérain.
En 1873, la commune est propriétaire d'une mairie-école, de l'église et de son presbytère, d'une chapelle dite du Dieu-de-Pitié, située au point le plus élevé du village jouxtant le parc du château de Mouchy, de marais et d'une pompe à incendie.
En 1900, la commune comptait deux cafés.

## Politique et administration

### Rattachements administratifs et électoraux

#### Rattachements administratifs
La commune se trouve dans l'arrondissement de Senlis du département de l'Oise.
Elle fait partie depuis 1793 du canton de Mouy. Dans le cadre du redécoupage cantonal de 2014 en France, cette circonscription administrative territoriale a disparu, et le canton n'est plus qu'une circonscription électorale.

#### Rattachements électoraux
Pour les élections départementales, la commune fait partie depuis 2014 d'un nouveau  canton de Mouy porté de 11 à 35 communes.
Pour l'élection des députés, elle fait partie de la  troisième circonscription de l'Oise.

### Intercommunalité
La commune faisait partie de la communauté de communes du pays de Thelle, créée en 1996.
Dans le cadre des dispositions de la loi portant nouvelle organisation territoriale de la République (Loi NOTRe) du 7 août 2015, qui prévoit que les établissements publics de coopération intercommunale (EPCI) à fiscalité propre doivent avoir un minimum de 15 000 habitants, le préfet de l'Oise a publié en octobre 2015 un projet de nouveau schéma départemental de coopération intercommunale, qui prévoit la fusion de plusieurs intercommunalités, et en particulier  de la communauté de communes du Pays de Thelle et de la communauté de communes la Ruraloise, formant ainsi une intercommunalité de 42 communes et de 59 626 habitants,.
La nouvelle intercommunalité, dont est membre la commune et dénommée communauté de communes Thelloise, est créée par un arrêté préfectoral du 30 novembre 2016 qui a pris effet le 1er janvier 2017.

### Liste des maires
| Période                                  | Période                   | Identité                   | Étiquette  | Qualité                                                  |
| ---------------------------------------- | ------------------------- | -------------------------- | ---------- | -------------------------------------------------------- |
| Les données manquantes sont à compléter. |                           |                            |            |                                                          |
| An III                                   |                           | M. Dubus                   |            | Agent municipal                                          |
| An III                                   |                           | M. Delattre                |            | Agent municipal                                          |
| 1799                                     | 1815                      | M. Morizot                 |            |                                                          |
| 1815                                     | 1853                      | M. Wattigny                |            |                                                          |
| 1853                                     | 1868                      | M. Millière                |            |                                                          |
| 1868                                     |                           | Alexandre Pillon           |            |                                                          |
| Les données manquantes sont à compléter. |                           |                            |            |                                                          |
| 1983                                     | mars 2008                 | M. Claude Ogez (1934-2019) |            | Agriculteur en retraite                                  |
| mars 2008                                | juillet 2020              | Christian Van Parys        | radié- UMP | Retraité Vice-président de la CC Thelloise (2017 → 2020) |
| juillet 2020                             | En cours (au 6 juin 2023) | Sébastien Fernet           |            | Artisan                                                  |

## Équipements et services publics

### Enseignement
En 2016, la commune dispose d'une école publique scolarisant une vingtaine d'élèves en maternelle et une trentaine en primaire. Le département assure le transport scolaire d'enfants vers Mouchy-le-Châtel.

### Sports
La commune s'est dotée en 2016 d'un plateau multisports, situé derrière la mairie- école, à côté du court de tennis, financé au ¾ par le Département.

## Population et société

### Démographie

#### Évolution démographique
L'évolution du nombre d'habitants est connue à travers les recensements de la population effectués dans la commune depuis 1793. Pour les communes de moins de 10 000 habitants, une enquête de recensement portant sur toute la population est réalisée tous les cinq ans, les populations de référence des années intermédiaires étant quant à elles estimées par interpolation ou extrapolation. Pour la commune, le premier recensement exhaustif entrant dans le cadre du nouveau dispositif a été réalisé en 2008.

En 2022, la commune comptait 649 habitants, en évolution de +4,17 % par rapport à 2016 (Oise : +0,87 %, France hors Mayotte : +2,11 %).
| 1793 | 1800 | 1806 | 1821 | 1831 | 1836 | 1841 | 1846 | 1851 |
| ---- | ---- | ---- | ---- | ---- | ---- | ---- | ---- | ---- |
| 600  | 502  | 508  | 437  | 434  | 428  | 436  | 434  | 447  |

| 1856 | 1861 | 1866 | 1872 | 1876 | 1881 | 1886 | 1891 | 1896 |
| ---- | ---- | ---- | ---- | ---- | ---- | ---- | ---- | ---- |
| 414  | 427  | 433  | 416  | 413  | 423  | 442  | 437  | 383  |

| 1901 | 1906 | 1911 | 1921 | 1926 | 1931 | 1936 | 1946 | 1954 |
| ---- | ---- | ---- | ---- | ---- | ---- | ---- | ---- | ---- |
| 373  | 351  | 402  | 322  | 357  | 327  | 298  | 287  | 331  |

| 1962 | 1968 | 1975 | 1982 | 1990 | 1999 | 2006 | 2008 | 2013 |
| ---- | ---- | ---- | ---- | ---- | ---- | ---- | ---- | ---- |
| 394  | 334  | 370  | 489  | 577  | 577  | 587  | 590  | 624  |

| 2018 | 2022 | - | - | - | - | - | - | - |
| ---- | ---- | - | - | - | - | - | - | - |
| 624  | 649  | - | - | - | - | - | - | - |

#### Pyramide des âges
La population de la commune est relativement jeune.
En 2018, le taux de personnes d'un âge inférieur à 30 ans s'élève à 33,8 %, soit en dessous de la moyenne départementale (37,3 %). À l'inverse, le taux de personnes d'âge supérieur à 60 ans est de 22,9 % la même année, alors qu'il est de 22,8 % au niveau départemental.
En 2018, la commune comptait 318 hommes pour 306 femmes, soit un taux de 50,96 % d'hommes, largement supérieur au taux départemental (48,89 %).
Les pyramides des âges de la commune et du département s'établissent comme suit.
| Hommes | Classe d’âge | Femmes |
| ------ | ------------ | ------ |
| 0,0    | 90 ou +      | 0,0    |
| 3,1    | 75-89 ans    | 4,6    |
| 21,1   | 60-74 ans    | 17,0   |
| 20,4   | 45-59 ans    | 24,2   |
| 22,0   | 30-44 ans    | 19,9   |
| 11,9   | 15-29 ans    | 12,4   |
| 21,4   | 0-14 ans     | 21,9   |

| Hommes | Classe d’âge | Femmes |
| ------ | ------------ | ------ |
| 0,5    | 90 ou +      | 1,4    |
| 5,5    | 75-89 ans    | 7,6    |
| 15,6   | 60-74 ans    | 16,3   |
| 20,8   | 45-59 ans    | 20     |
| 19,4   | 30-44 ans    | 19,4   |
| 17,6   | 15-29 ans    | 16,2   |
| 20,6   | 0-14 ans     | 19,1   |

### Cultes
L'église Saint-Martin est affiliée à la paroisse catholique Sainte-Claire de Mouy, et les messes dominicales n'y sont célébrées que quatre à cinq fois par an, le samedi à 18 h 30.

## Économie
La commune ne compte plus, en 2019, qu'un commerce de proximité, l'Auberge Les Tilleuls où se trouve un point Poste, un dépôt de paniers de légumes, et où l'on propose des brochures touristiques, ainsi qu'un dépôt de livres.
On y trouve également des exploitants forestiers, un centre équestre et plusieurs artisans.

## Culture locale et patrimoine

### Lieux et monuments
La commune compte deux monuments historiques sur son territoire : 
- Église Saint-Martin (inscrite monument historique en 1993[43]) : 
Son clocher central est roman et date de la première moitié du XIIe siècle, mais la base est reprise en sous-œuvre vers le milieu du XVIe siècle, et a perdu son caractère roman. La reprise a permis de relier les croisillons du transept à la fois au chœur et à la nef par des passages berrichons, cas unique dans la région.
Le chœur est reconstruit au milieu ou pendant la seconde moitié du XIIIe siècle dans un style gothique rayonnant un peu rustique, avec des chapiteaux et des clés de voûte sans décor sculpté. Il est néanmoins intéressant pour représenter l'un des rares exemples de l'application de ce style à des petites églises rurales. Le transept est réalisé peu de temps après, et apparemment n'a pas été voûté. La nef unique, rebâtie à la même époque, conserve son plafond lambrissé d'origine, tandis que les croisillons sont dotées de voûtes factices pendant la seconde moitié du XIXe siècle. Le croisillon nord subit des remaniements plus importants, et est presque exclusivement néo-gothique. Du bas-côté nord de la nef, ne subsistent plus que les grandes arcades bouchées. 
En 2016, une souscription publique est lancée pour financer la restauration du clocher, dont les  travaux sont estimés à 83 700 €, première tranche d'un programme global de restauration de près d'un million d'euros, somme hors de proportion pour une commune de six cents habitants[44]

- Entrée du château de Mouchy-le-Châtel (XIXe siècle) comprenant une conciergerie, une chapelle néo-gothique et une entrée décorée de deux figures masculines au torse musculeux, la taille drapée d'étoffe et une peau de bête sur le dos, représentant des Atlantes, ainsi nommés par référence au  titan grec Atlas qui portait le ciel sur son dos.
Ces atlantes se trouvent de chaque côté du portail dont les montants sont ouvragés et comportent dans leur partie inférieure une assise large aux bossages particulièrement soignés. L'ensemble est  précédé d'une douve de pierre. Cet ensemble fait l'objet d'une inscription au titre des monuments historiques depuis 2003[45],[46].

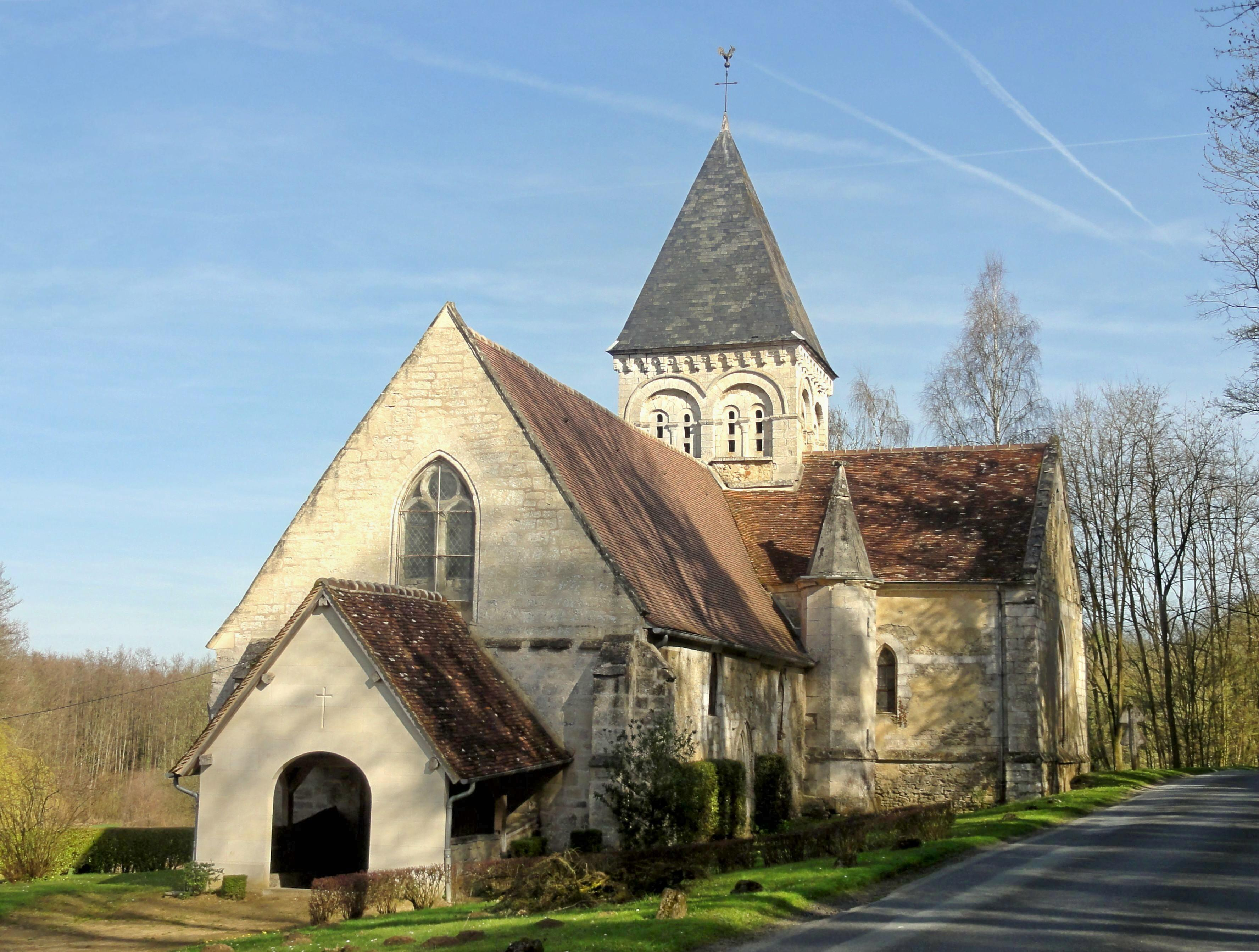
L'église Saint-Martin.
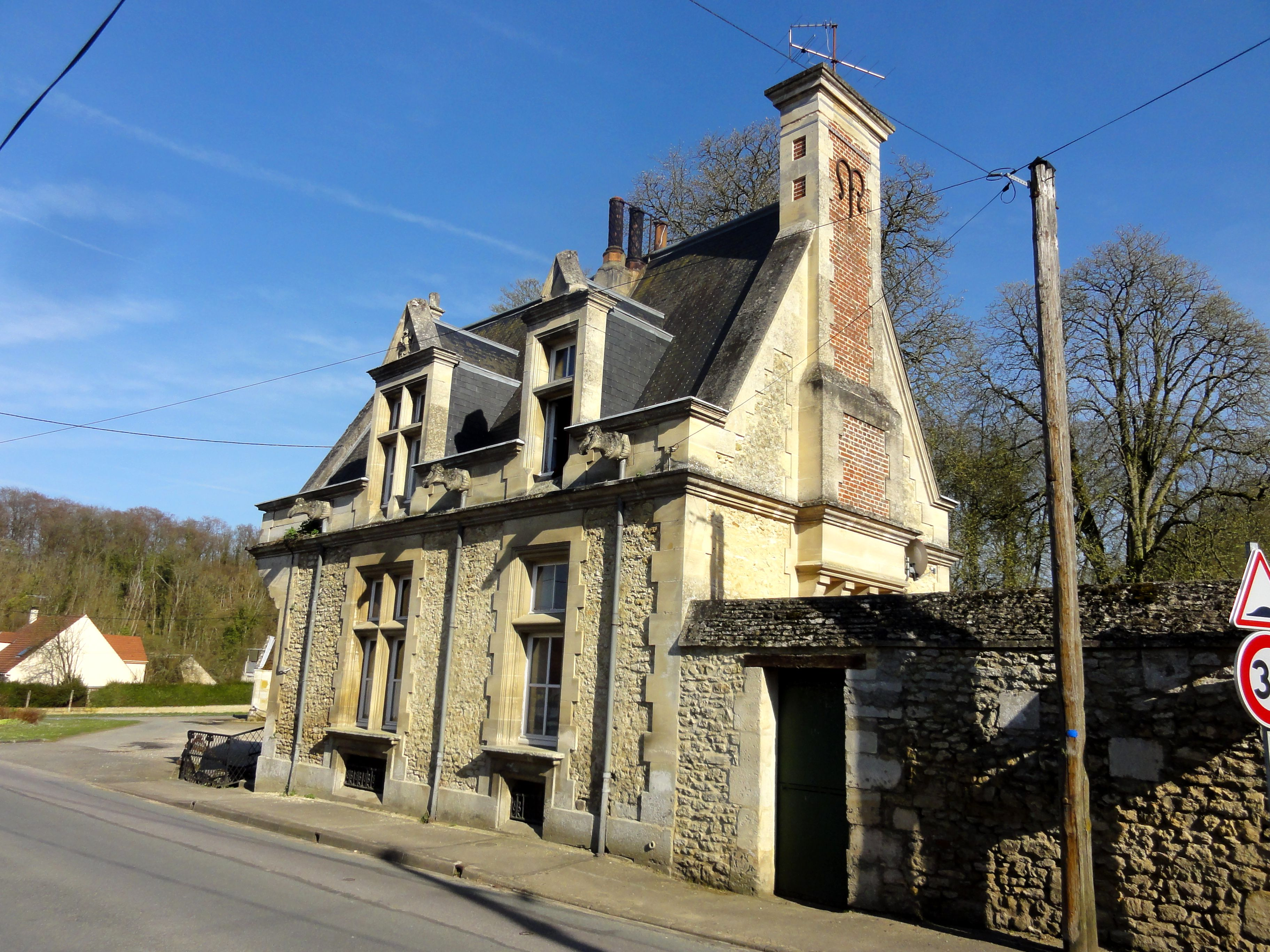
La conciergerie du château de Mouchy-le-Châtel.
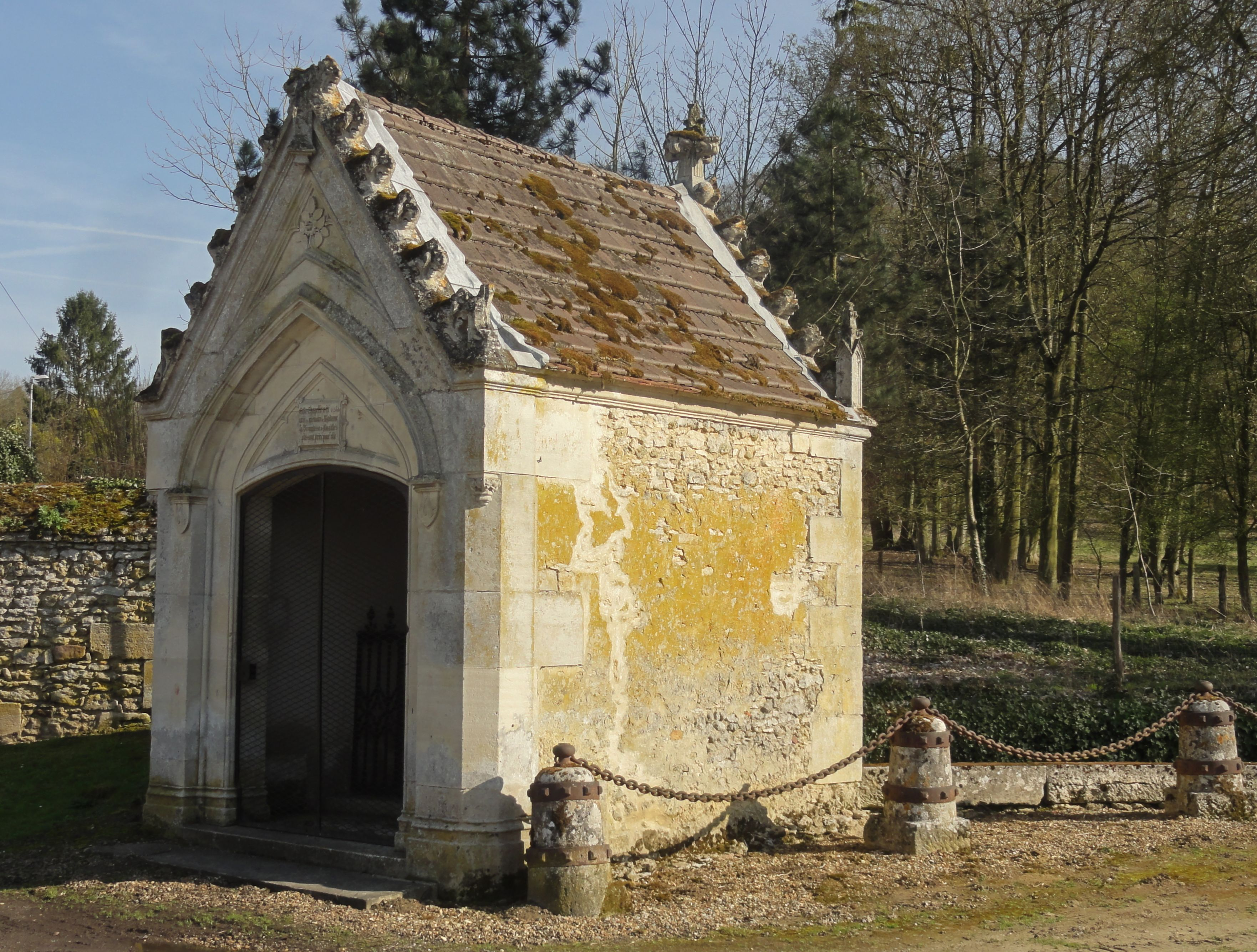
Chapelle près de l'entrée du château de Mouchy-le-Châtel dans le village.
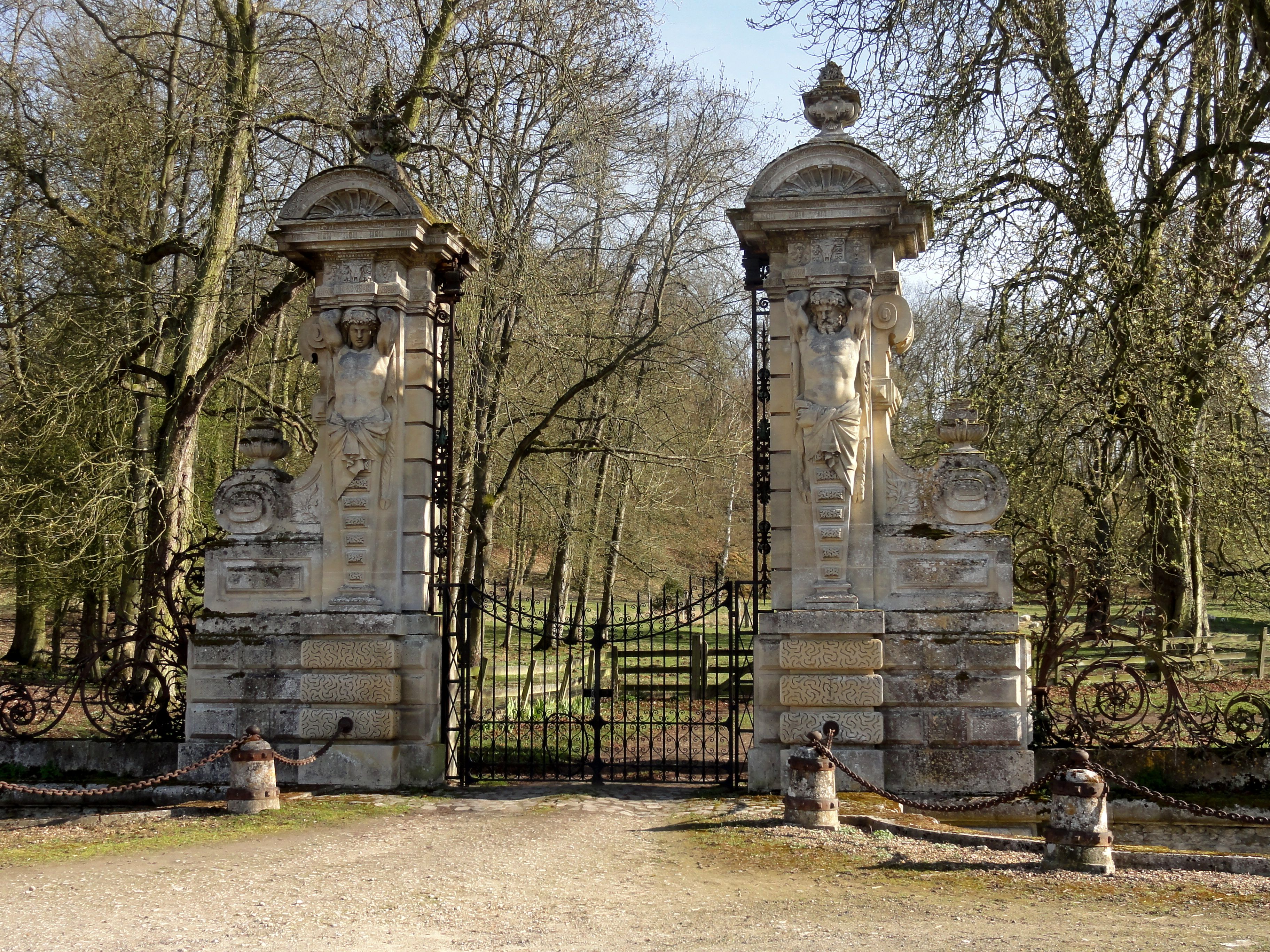
Portail du château de Mouchy-le-Châtel côté Heilles.

On peut également noter :
- Château de Morainval et tour néogothique et son jardin comprenant un bassin, inscrit au pré-inventaire des jardins remarquables[47]. 
A la fin du XIXe siècle, on indiquait que « ce château est placé au pied d'un coteau couvert de bois qui embrassent en grande partie les deux extrémités, vers l'est et l'ouest, de cette belle construction ; mais la façade se développe vers le nord sur toute son étendue, faisant face à la vallée du Thérain et au-delà. 
Il existe sur ce point une cour d'honneur, une avant-cour qui décrit un demi-cercle , puis des jardins en contrebas qui donnent à l'ensemble un aspect d'autant plus agréable, quoique solitaire en y arrivant, qu'il produit sur l'esprit du passant une véritable surprise[W 7] ».
- Château Saint-Pierre, privé, du XIXe siècle
- Calvaire, à l'angle de la rue de l'église et de la gare
- Lavoir, rue de la Croix-du-chêne
- Monument aux morts
- Croix de cimetière

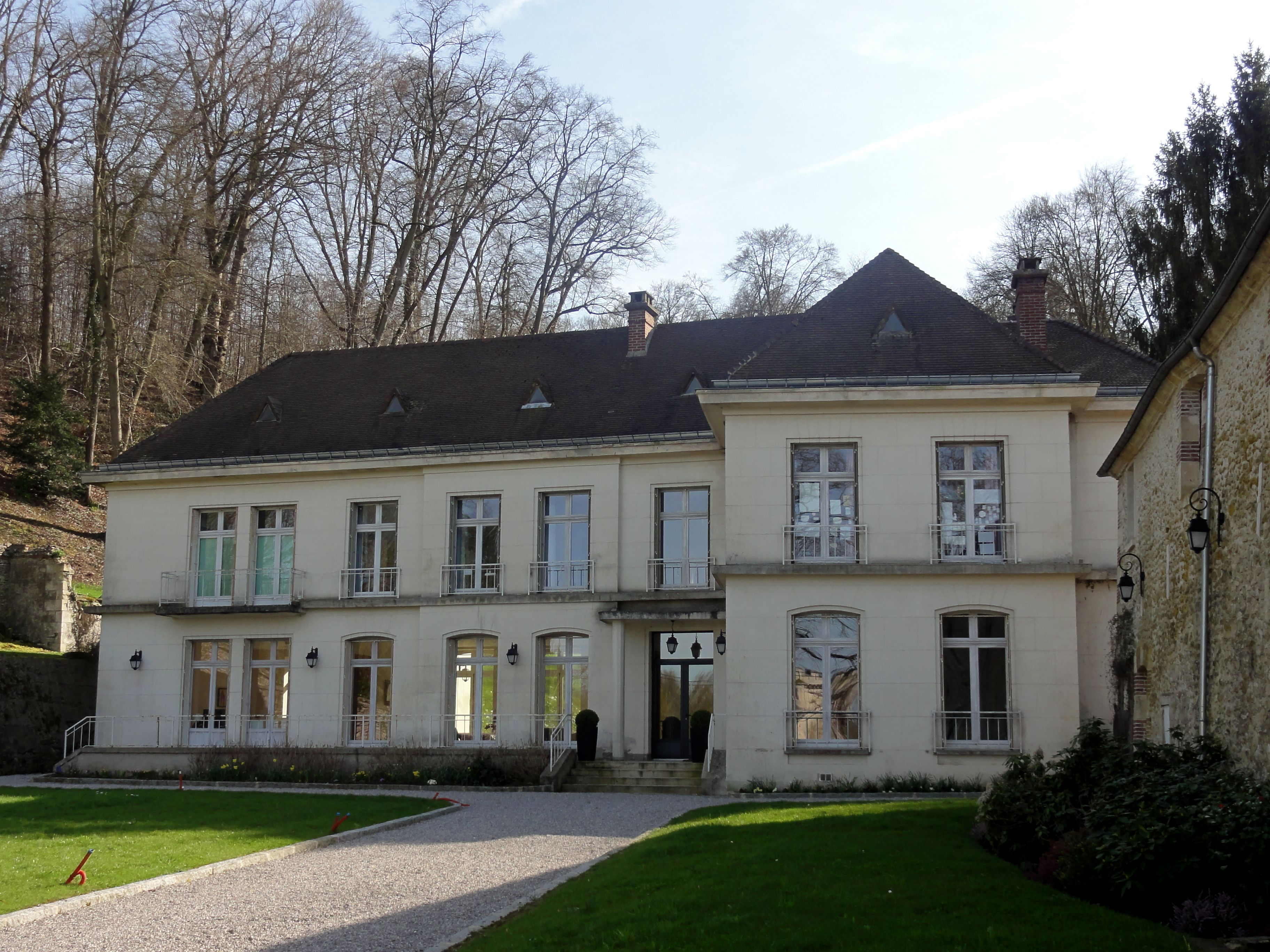
Château de Morainval.
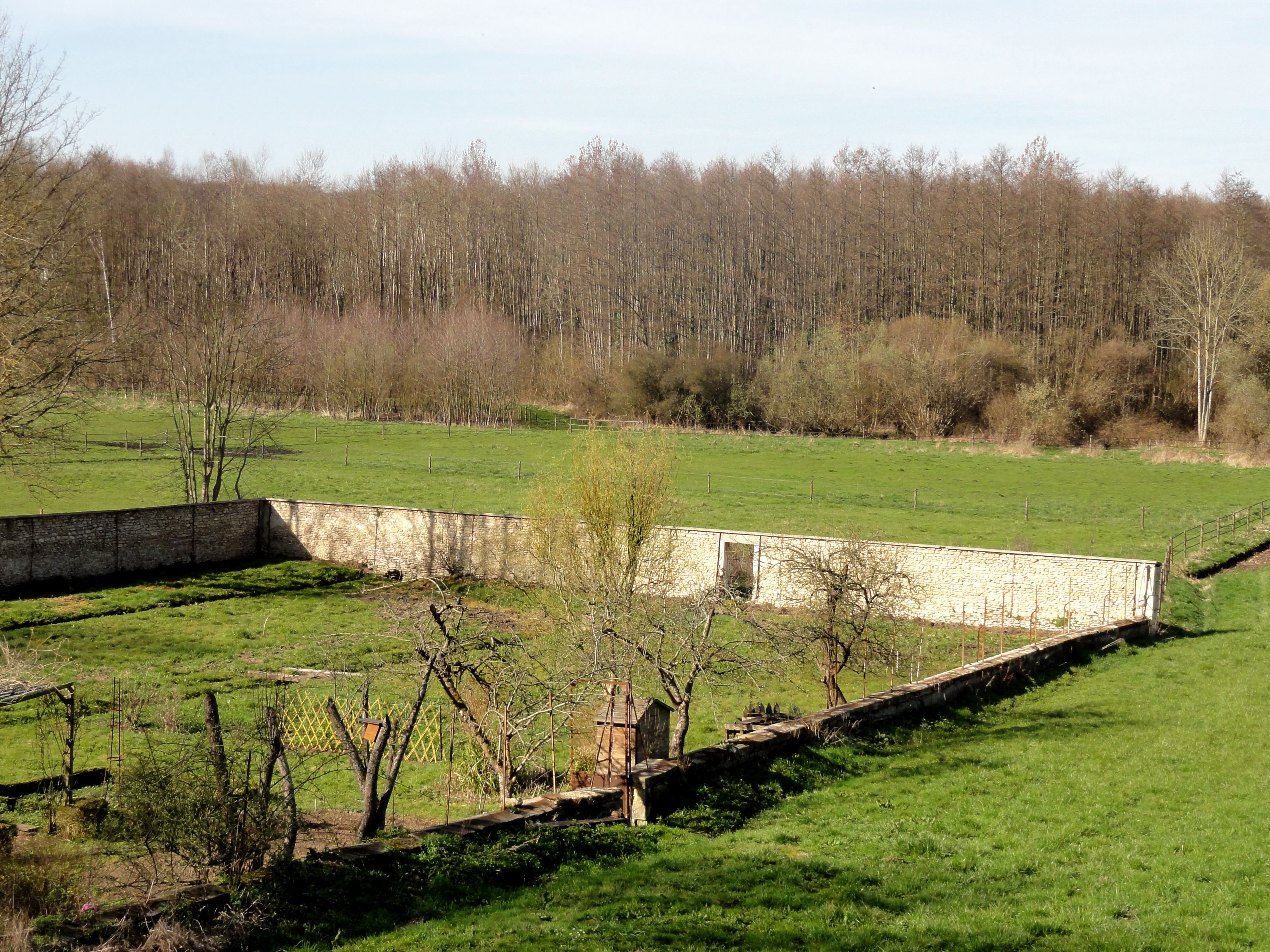
Jardin du château de Morainval.
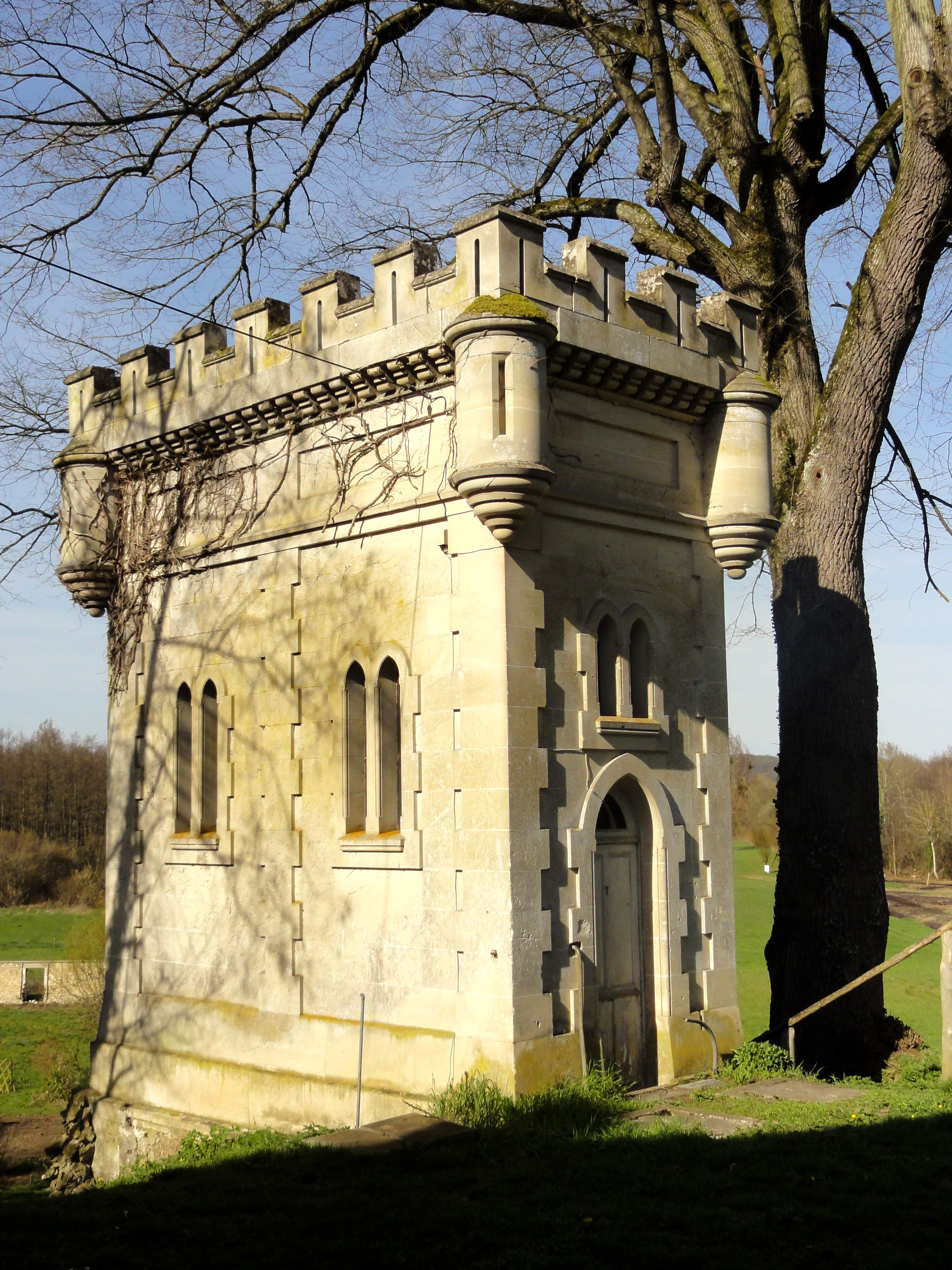
Tour néogothique, près du château.
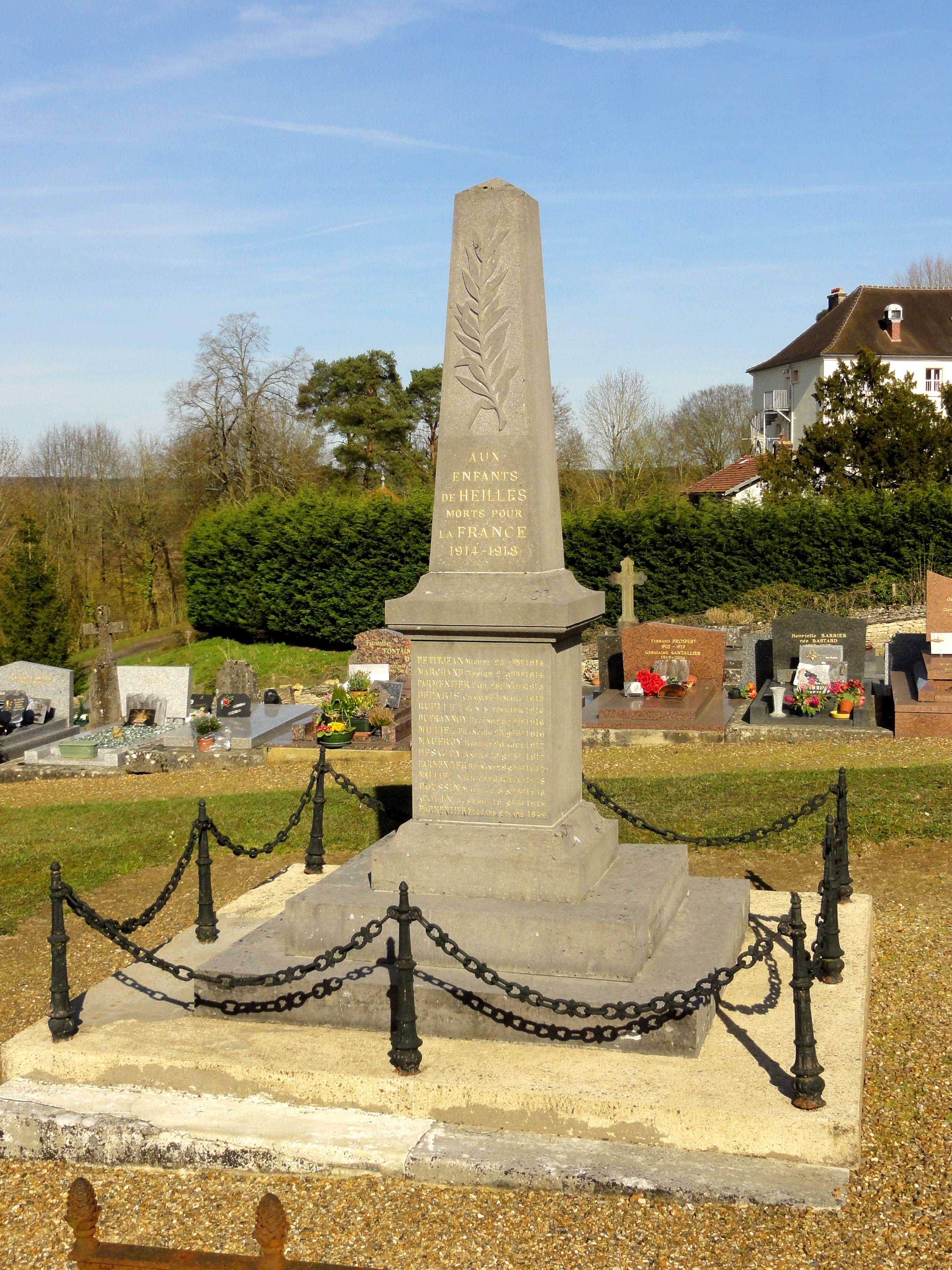
Monuments aux morts.
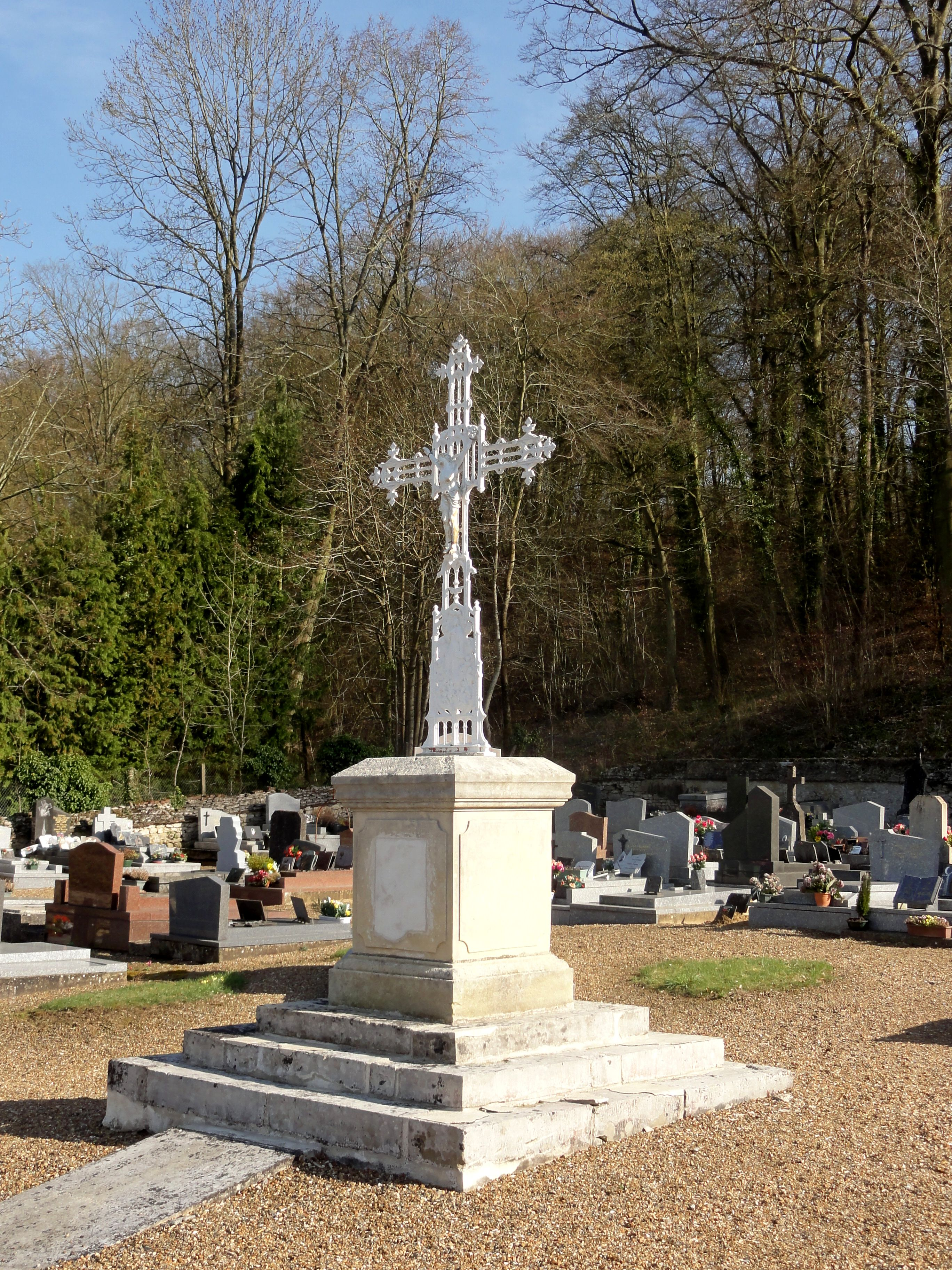
Croix de cimetière.
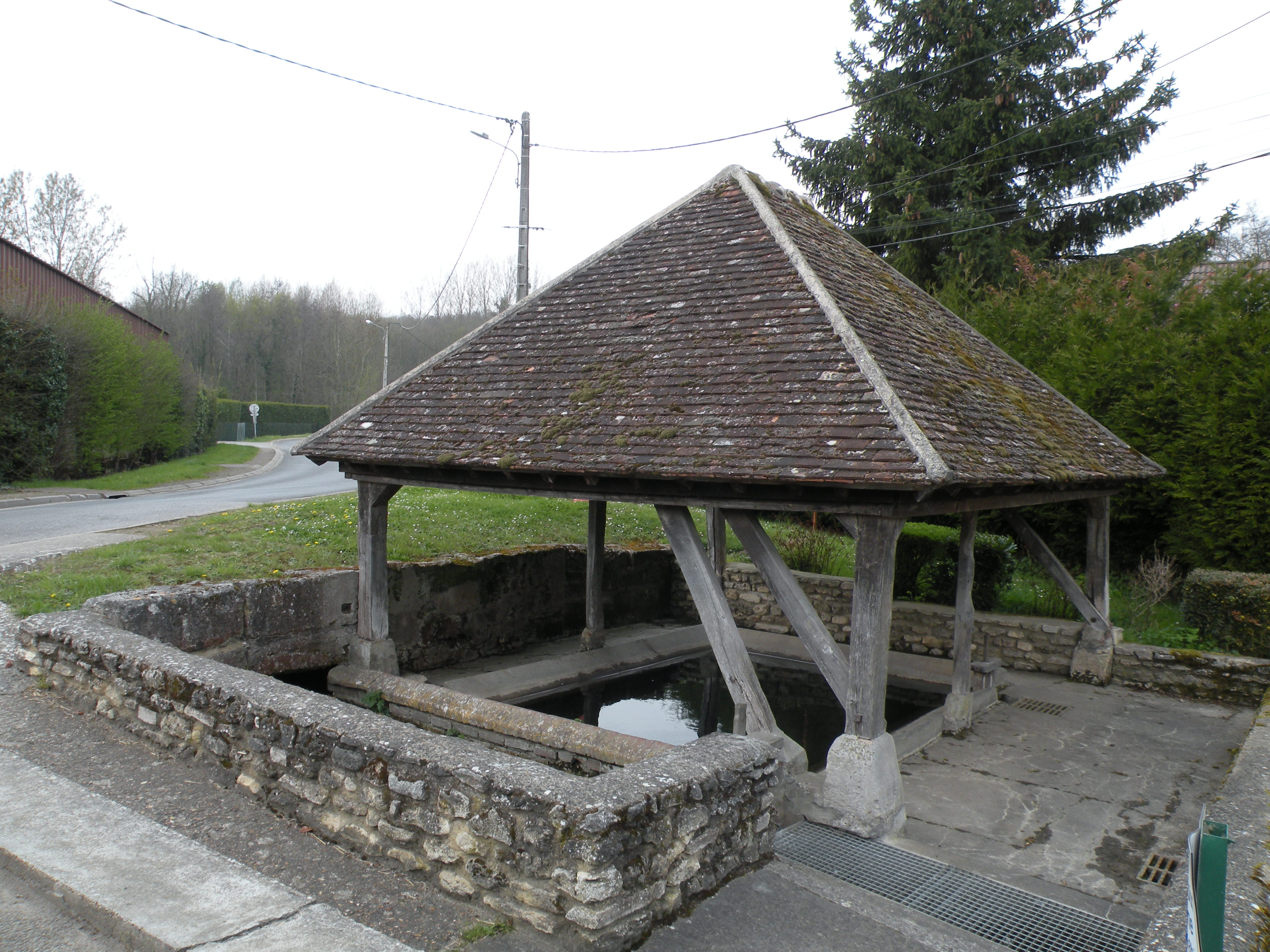
Lavoir d'Heilles.

### Personnalités liées à la commune
- La romancière et historienne de l'art  Zahia Rahmani (1962- ) habite la commune[48].

### Héraldique
| Blason de Heilles | Blason  | Écartelé : au 1er d'or à trois bandes d'azur, au 2e d'argent à trois lions de gueules, au 3e d'azur à saint Martin sur son cheval d'or, au 4e d'azur à trois fleurs de lis d'or. |
| Blason de Heilles | Détails | Le statut officiel du blason reste à déterminer. |

## Pour approfondir